# Langfühlerige Keulenschrecke
Die Langfühlerige Keulenschrecke (Myrmeleotettix antennatus) ist eine Kurzfühlerschrecke aus der Familie der Feldheuschrecken (Acrididae).

## Merkmale
Die Langfühlerige Keulenschrecke ist der Gefleckten Keulenschrecke (Myrmeleotettix maculatus) sehr ähnlich und ist auch ungefähr ebenso groß. Die Fühler sind bei den Männchen beinahe so lang wie der Körper. An ihrer Spitze befindet sich jeweils eine flache und sehr breite Fühlerkeule. Die Fühler der Weibchen sind nur schwach erweitert. Die Erweiterung ist aber dennoch deutlicher als bei Myrmeleotettix maculatus. Die Tiere sind ockergelb bis dunkelbraun gefärbt. Die Färbung ist nicht so variabel wie bei Myrmeleotettix maculatus.

## Vorkommen und Lebensraum

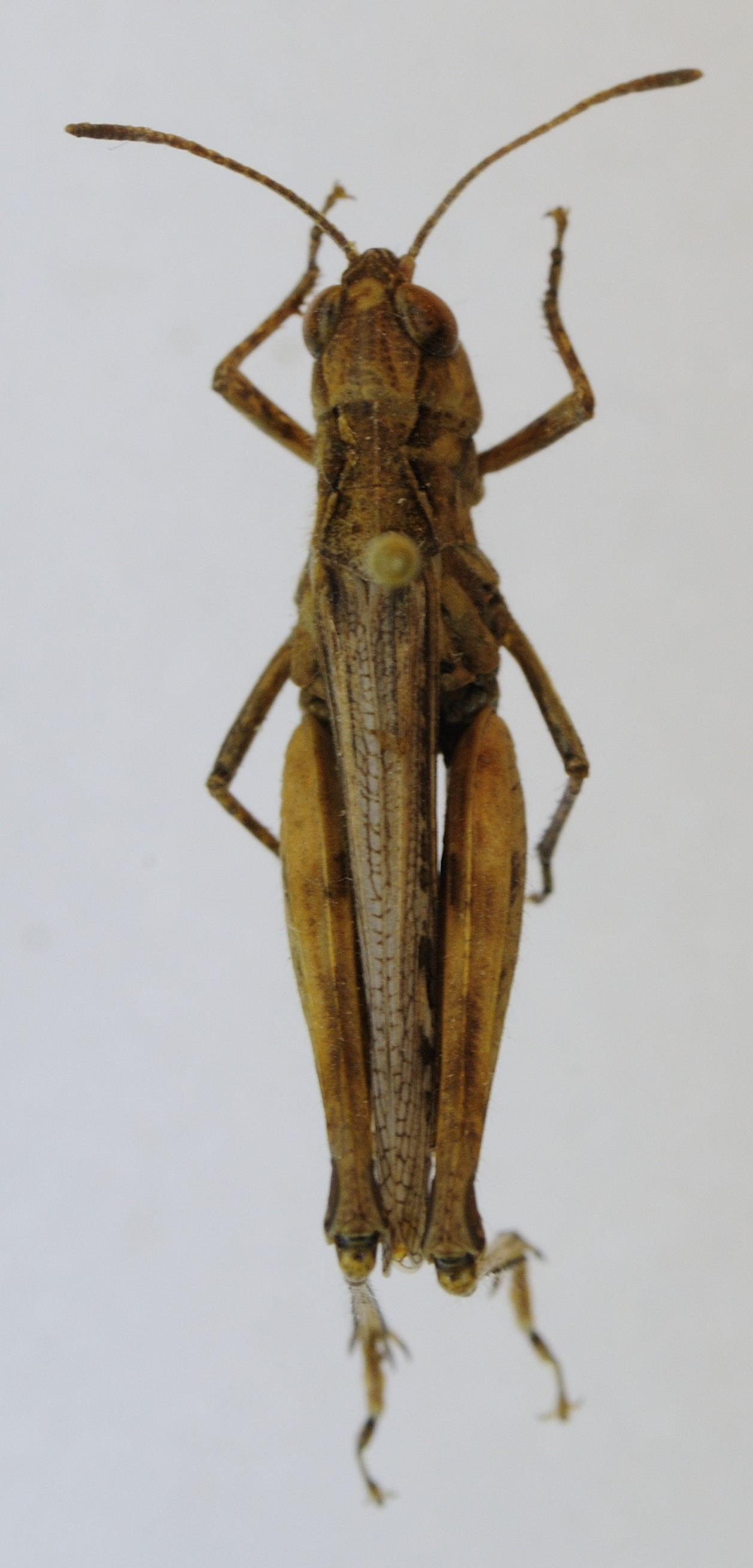
Weibchen aus der Sammlung der Zoologischen Staatssammlung München

Die Langfühlerige Keulenschrecke ist eine sehr wärmeliebende Art. Sie bevorzugt ebenso wie andere Arten dieser Gattung lockere Sandböden. Das Areal umfasst den Osten Europas. Die westlichsten Vorkommen sind in Ungarn und Niederösterreich zu finden, wo die Langfühlerige Keulenschrecke fast vegetationsfreie Sanddünen bevorzugt. Adulte Tiere treten von Juli bis Oktober auf.

## Belege